# Парчів (гміна)
Гміна Парчів (пол. Gmina Parczew) — місько-сільська гміна у східній Польщі. Належить до Парчівського повіту Люблінського воєводства.
Станом на 31 грудня 2011 у гміні проживало 14902 особи.

## Площа
Згідно з даними за 2007 рік площа гміни становила 146.23 км², у тому числі:
- орні землі: 63.00%
- ліси: 25.00%

Таким чином, площа гміни становить 15.35% площі повіту.

## Населення
Станом на 31 грудня 2011:
| Опис     | Загалом | Загалом | Чоловіки | Чоловіки | Жінки | Жінки |
| -------- | ------- | ------- | -------- | -------- | ----- | ----- |
| одиниця  | осіб    | %       | осіб     | %        | осіб  | %     |
| все      | 14902   | 100     | 7263     | 48.74    | 7639  | 51.26 |
| міське   | 10955   | 100     | 5265     | 48.06    | 5690  | 51.94 |
| сільське | 3947    | 100     | 1998     | 50.62    | 1949  | 49.38 |

## Сусідні гміни
Гміна Парчів межує з такими гмінами: Дембова-Клода, Мілянув, Недзьв'яда, Острів-Любельський, Семень, Ушцимув, Яблонь.